# L'Effroi
Pour plus de détails, voir Fiche technique et Distribution.
L'Effroi est un film muet français réalisé par Louis Feuillade et Georges-André Lacroix, sorti en 1913.

## Fiche technique
- Réalisation : Louis Feuillade et Georges-André Lacroix
- Société de production :  Société des Etablissements L. Gaumont
- Éditeur : Comptoir Ciné-Location (CCL)
- Format : Noir et blanc teinté — film muet
- Métrage : 308 m
- Genre : Film d'horreur
- Année de sortie : 1913

## Distribution
- Marthe Vinot
- Jeanne Marie-Laurent
- Yvette Andréyor